# Bütgenbach

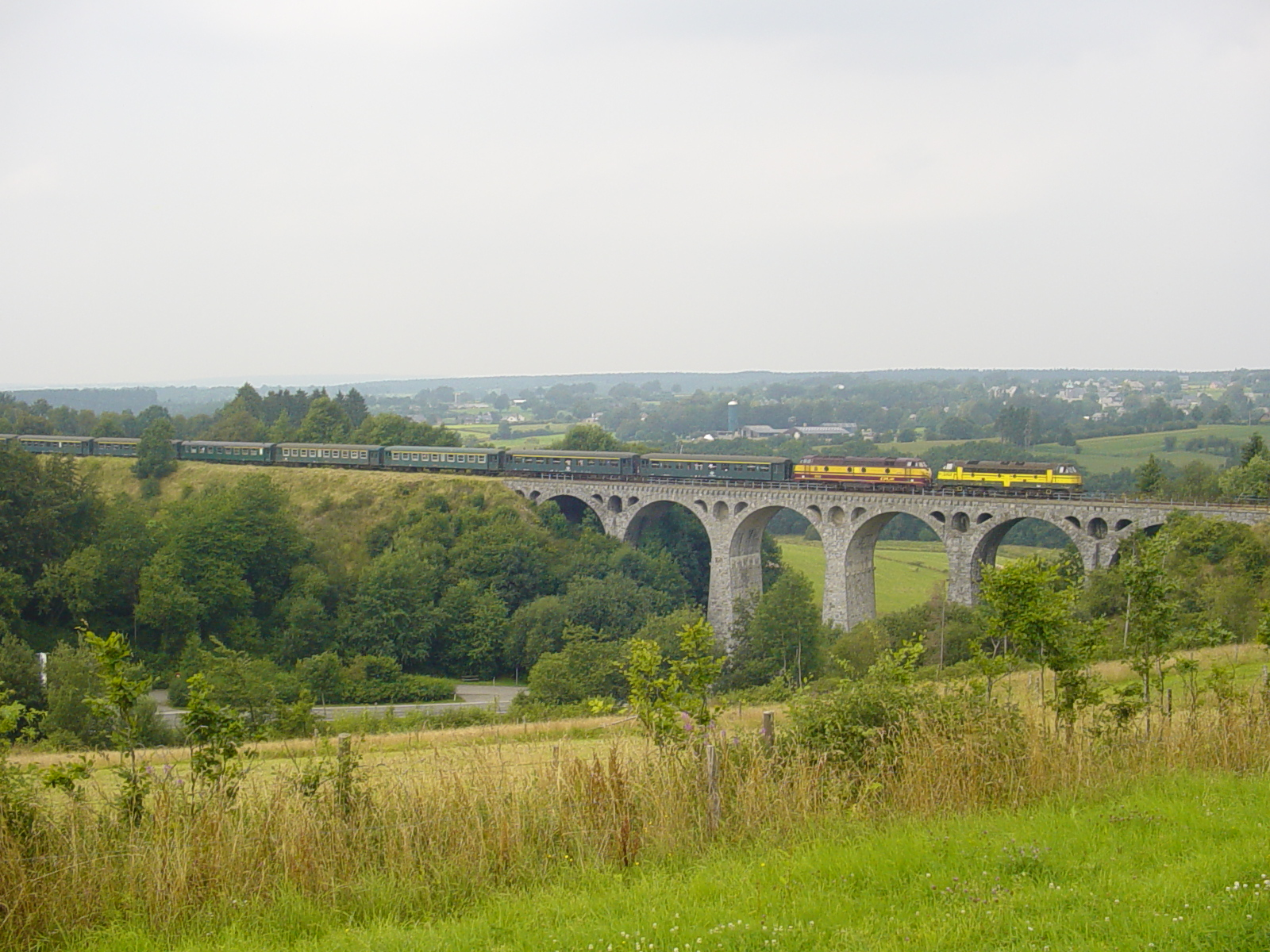
Cầu qua Vennbahn ngoài Bütgenbach

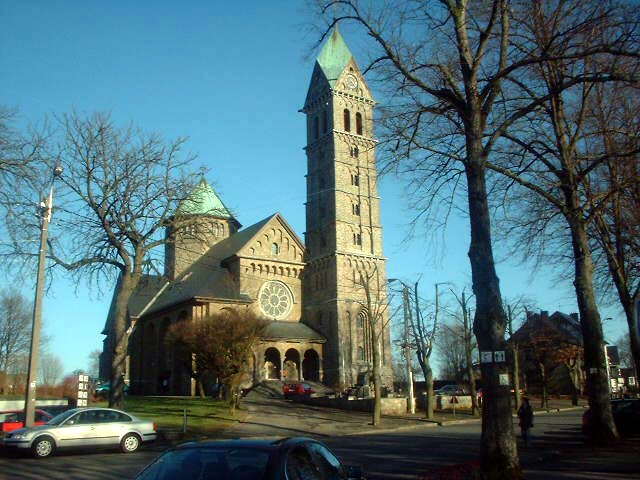
Giáo đường Bütgenbach, theo thiết kế của kiến trúc sư Cunibert

Bütgenbach (tiếng Pháp: Butgenbach) là một đô thị thuộc tỉnh Liège. Tại thời điểm ngày 1 tháng 1 năm 2006, Bütgenbach có tổng dân số 5.574. Tổng diện tích là 97,31 km² với mật độ dân số 57 người trên mỗi km². Ngôn ngữ chính thức ở đô thị này là tiếng Đức.